# Magniezia studiosorum
Magniezia studiosorum är en kräftdjursart som beskrevs av Boris Sket 1969. Magniezia studiosorum ingår i släktet Magniezia och familjen Stenasellidae. Inga underarter finns listade i Catalogue of Life.